# Aycliffe Village
Aycliffe Village – wieś w Anglii, w hrabstwie Durham. Leży 20 km na południe od miasta Durham i 357 km na północ od Londynu.